# Алиби (рок-группа)
Алиби — советская и российская рок-группа, образованная Сергеем Поповым в 1986 году в Дубне и существующая до сих пор. Стиль музыки — поп-рок с использованием стилистики прог-рока, рок-н-ролла, регги и арт-рока. Наиболее известные песни: «Не для них», «Выше голову, ниже цены», «Люба-из-клуба», «Я хочу быть евреем», и другие.

## История. Этап 1
Группа «Алиби» возникла на обломках группы «Жар-птица» (1975—1984), хорошо известной в СССР благодаря «самопальным» магнитоальбомам, распространявшимся по почте среди многочисленных поклонников. Попав после «Дела „Воскресения“» в «черные списки», группа не пережила давления властей, которым очень не понравилось, что «Жар-птица» записывает и распространяет хорошо оформленные магнитоальбмы по всей стране. В сентябре 1984 года группа была распущена руководством местного ДК, где она числилась коллективом художественной самодеятельности, а Сергей Попов, отдавший ему почти 10 лет — уволен с поста руководителя ансамбля, который играл уже на профессиональном уровне. Ему приходится устроиться работать страховым агентом, а по совместительству — дворником.
В самом конце 1985 года гитарист из бывшего второго состава «Жар-птицы» Александр Рябов, в квартире которого хранилась аппаратура запрещённой группы, знакомит Сергея Попова с Михаилом Тихомировым, представив его как старого друга и неплохого барабанщика. Решено играть в трио, и Саша впервые берется за бас. В то время Сергею было 35, а Мише и Саше — 22 и 23 соответственно. Некоторое время ушло на поиски помещения, увенчавшиеся относительным успехом: в актовом зале общежития местного приборостроительного завода «Тензор» им разрешили использовать небольшую сцену. Первые репетиции проходили в условиях глубокой конспирации, так как Сергею власти в лице Горкома КПСС запретили заниматься публичной музыкальной деятельностью, быть руководителем и исполнять песни собственного сочинения. Роль номинального руководителя кружка художественной самодеятельности при профкоме предприятия пришлось исполнять Михаилу Тихомирову, работавшему на вышеуказанном предприятии инженером. Ему-то и пришлось писать «методические планы» и «социалистические обязательства», без которых тогда было не обойтись.
Первое выступление группы состоялось в том же актовом зале, где они и репетировали, для жильцов общежития и друзей. Тогда ещё музыканты не рискнули исполнять свои песни и вышли на сцену с кавер-версиями известных советских, значительно переработанных.
Тем не менее, оригинальный репертуар группы — ещё не имевшей названия — создавался и отрабатывался, а музыканты набирались опыта и мастерства. Решено было ограничиться минимальными музыкальными средствами, из эффектов использовался только «хорус» на гитаре. Ставка делалась на выразительность и доступность музыкальной формы, «читаемость» текста и мгновенную реакцию зала. Впоследствии этот расчет, помноженный на яркий сценический образ (серые френчи с культовыми знаками на спине, кеды, кепка лидера) полностью себя оправдал.
Демократические преобразования в СССР позволили группе с начала 1987 года концертировать открыто. Первые выступления состоялись в Дубне и прошли успешно, Весной того же года «Алиби» приняли в пестрые ряды Московской рок-лаборатории. Группа начинает часто выступать в Москве и Московской области и активно участвует в различных фестивалях: «Рок-автограф 87» (областной, Воскресенск) — I место; «Подольск-87» (всесоюзный) — II место; радиостанции «Юность» (всесоюзный, Зеленоград) — II место; «Рок-панорама-87» (всесоюзный, Москва) — Главный приз; «Молодые звезды Москвы 88» — II место. «Рок-автограф 88» (областной, Люберцы) — I место. Знаковыми стали выступления в течение 5 дней на Малой Спортивной Арене в Лужниках в тандеме с группой «Нюанс». О группе появляются первые статьи в прессе — «Московский комсомолец», «Эстрада и цирк», «Комсомольская правда» и т. д.
Участие в фестивалях, где их заметили провинциальные промоутеры концертов, резко увеличивает аудиторию «Алиби», география выступлений группы охватывает всю территорию СССР: от Камчатки до Минска, от Ташкента до Воркуты.
С осени 1987 года в качестве директора с группой начинает работать Борис Горбунов, тогда ещё студент экономического факультета ВГИКа. Благодаря его организаторским способностям и высокой работоспособности музыкантов, группа обзавелась приличными инструментами и хорошо оборудованной по тем временам студией с четырёхканальным «Акаи», а общее количество концертов в итоге достигло нескольких сотен, выступления проходили только «живьем».

## История. Этап 2
Оставив на время гастрольную деятельность, «АЛИБИ» в течение 1989—1990 годов записывает три магнитоальбома, весьма отличающихся по стилистике: от пост-битловского «Шышел-Мышел» — до авангардного «За радость надо платить»". В записи принимают участие и приглашенные музыканты, в том числе бывшие участники группы «Жар-птица» Алесей Сурков и Владимир Дягель. Весь материал записывается «живьем», без применения семплеров и синтезаторов. В 1990 году участники группы «Алиби» организуют фирму с одноимённым названием, поделив должности и наняв бухгалтера. Планы были большими, возможности казались неограниченными, на студии начали записываться и другие исполнители, а наиболее масштабной работой стала запись 140 детских песен для пособия по английскому языку.
В том же году Борис Горбунов покидает должность директора группы, и вакантное место занимает Михаил Назаров, который находит состоятельных спонсоров. Музыканты начинают получать фиксированную зарплату, им выделяются деньги на приобретение синтезатора, а в группу приглашается опытный дубненский клавишник и аранжировщик Игорь Крылов. Обретя новое качество, «Алиби» два года работает над программой в стиле «прогрессив-рок», мало выступая и посвящая большую часть времени студийной работе. В это время в репертуаре появляются такие вещи как «Немое кино», «Папа-рок», «Война», «Я хочу быть евреем». В 1993 году группа «Алиби» взяла в аренду буфет местного ДК — того самого, где когда-то начинала «Жар-птица». Планировалось, что в довольно большом помещении можно будет устраивать концерты приезжих групп, что в этом месте будет некий неформальный рок-клуб с пивом, сосисками и постоянными посетителями. И действительно, пару раз удалось устроить зажигательные джем-сэйшены — сначала с «Мистером-Твистером», а потом с «Чин-Чином». Но, как и благие намерения ведут в Ад, так и дорога в коммерцию вела группу «АЛИБИ» к разорению и распаду.
Последнее выступление группы состоялось в июле 1993 года в клубе «Sexton Fozd». Во время концерта велась запись, а группа исполняла старые хиты «Жар-птица»". Впоследствии фирмой «Mix majick» была выпущена кассета с этой программой, за которую группа получила гонорар в 99$. Исполнение было профессиональным, свет увидели все прозвучавшие в тот вечер песни, а сами музыканты обнаружили только одну ошибку — но, к счастью, такую, которую рядовой зритель заметить не мог. Материальное положение группы все ухудшалось, росли долги, которые отдавать было нечем, семейная жизнь лидера полностью расстроилась, и он переселился на студию. Репетиции прекратились, а конфликты в группе достигли такого накала, что, казалось, примирение уже никогда не наступит. В конце концов, и студию у них забрали. Осталось некоторое количество ещё не распроданных инструментов, аппаратуры и картонных коробок с записанными пленками. Сергей Попов ушёл работать сначала директором телестудии, потом к студии добавили газету «Вести Дубны», где он совмещал должности директора и главного редактора.
Через три года сохранившиеся пленки сыграли роль объединяющего начала. В 1997 году фирмой BP-Records были выпущены два CD-диска на основе некоторых записей «Алиби», извлеченных из коробок. Это были сборники: один представлял собрание наиболее известных композиций группы, а второй — песни «Жар-птицы», зафиксированные в новом качестве музыкантами как собственно «Алиби», так и теми, кто входил в их ближний музыкальный круг. Оба диска довольно быстро были распроданы, некоторые песни крутили по FM-радио, Сергея Попова пригласили на несколько прямых эфиров на «Радио Ракурс», «Эхо Москвы» и т. д. Отношения между бывшими участниками потеплели, и зимой 1998 года они вновь приступили к репетициям — опять, как и 10 лет назад, начав с трио. Появились новые интересные песни — «Легко легло», «Три судьбы», «Ничего не стоит менять». Первое выступление после почти пятилетнего перерыва состоялось в мае 1998 года на альтернативном фестивале «Улица яблочных лет» в Москве, ежегодном мероприятии группы Оптимальный вариант, проходящем на крыше кинотеатра «Таллин». Публика осталась довольна, вспомнив старые и оценив новые песни группы. После этого выступления желание играть вместе только укрепилось. Состоялось ещё несколько концертов, было написано ещё несколько новых вещей.

## Время перемен
И в это время барабанщик группы, Михаил Тихомиров, по личным обстоятельствам переезжает жить и работать в Москву. Некоторое время группу лихорадит из-за отсутствия постоянного барабанщика. На эту роль пробуются Владимир Пелевин, потом Константин Дементьев, экс-участник Тараканов. В конце концов постоянным барабанщиком на следующие 10 лет становится Сергей Никодимов. Группа регулярно выступает в Москве в различных клубах, принимает участие в юбилейном фестивале в клубе «Точка» на 50-летие Майка Науменко.
В 2005 году «Алиби» записывает новый альбом, «V» который выходит на «Фирме грамзаписи Никитин». Его отличительная особенность в том, что все гитарные партии на нём сыграны на акустической гитаре «Орфей», поэтому альбом получился мягким и воздушным. Наиболее заметные песни на нём — «Чижик-пыжик», «Три судьбы», «Николай Иваныч» и «Всё!», которую в свой репертуар взяла группа Дягель & Монголы
В 2005 году место за синтезатором вместо Игоря Крылова занимает Игнат Ленский, молодой музыкант, до того игравший в местной панк-группе «10000 люстр». Игнат очень хорошо вписался в коллектив, быстро выучил программу и принял участие сначала в записи сольного альбома Сергея Попова «Биг-бит», а потом и номерного альбома группы «Есть ли жизнь на Марсе», вышедшего в 2009 году на лейбле Отделение "Выход". Этот альбом, в результате голосования читателей, занял 6 место в десятке лучших альбомов года по версии музыкального ресурса NEWSmuz.com.
В 2010 году из группы уходят Сергей Никодимов и Игнат Ленский, а на их место Сергей Попов рекрутирует Михаила Горячева, барабанщик из местной из группы «Амёба» и Евгения Хорошевского, в результате чего в группе теперь 3 солиста — Сергей, Александр и Евгений. Довольно быстро разучив концертную программу, состоящую как из песен «Алиби», так и «Жар-птицы» и бит-группы «Фобос» (1967—1970), «Алиби» приступает к аранжировке новых песен для следующего альбома. В этом же году их приглашают в Телецентр в передачу Рождённые в СССР, где они исполняют как совсем новые песни, так и написанные в 60-е годы.
В 2010 году группа начинает принимать участие в протестных акциях, выступает с концертом в лагере противников вырубки Химкинской дубравы под трассу Москва — Санкт-Петербург, на конференции «Последняя осень» и на мини-фестивале в поддержку Pussy Riot
В 2013 году "Отделение «Выход» выпускает их следующий — уже двойной — альбом «На виду у неба». На первом диски только новые песни, на втором, бонусном — заново сведённые композиции с альбома «V», несколько перезаписанных песен с магнитоальбомов и новые, но политически ангажированные песни.
Постепенно активность группы снижается, сказываются возраст и занятость музыкантов на основной работе и очередная замена барабанщика: вместо Михаила Горячева за установку садится Алексей Устинов. Тем не менее, тридцатилетний юбилей группы в 2016 году, на котором выступила и «Жар-птица», а открывал его Евгений Маргулис, прошёл с успехом.
В 2018 году "Отделение «Выход» выпускает очередной альбом группы, названный «Жизнь как подарок» который Сергей Попов позиционирует как последний альбом «Алиби». Его заявление гласит, что группа больше не будет издавать CD-пластинки, а все новые песни будут выложены в Интернете как сетевое продолжение альбома «Жизнь как подарок». С тех пор группа записала и опубликовала пять новых песен.
В 2019 году на лейбле «Перец-рекордз» выходит двойной концертный альбом «Алиби». На одной пластинке их выступление с песнями «Жар-птицы» в московском клубе Sexton Fozd в 1993 году, а на другом — запись «квартирника» у Владимира Перцева в 2010.

## Участники группы
- Сергей Попов — гитара, клавишные, вокал, автор песен, лидер группы. 1986-настоящее время[когда?]
- Михаил Тихомиров — ударные. 1986—1998
- Александр Рябов — бас, вокал, автор песен. 1986-настоящее время.[когда?]
- Игорь Крылов — клавишные. 1989—2005
- Владимир Пелевин — ударные. 1999—2001
- Константин Дементьев — ударные. 1998—1999
- Владимир Дягель — ударные, перкуссия. 1990—1991
- Игнат Ленский — клавишные. 2005—2009
- Сергей Никодимов — ударные. 2001—2010
- Евгений Хорошевский — клавишные, вокал. 2010 — настоящее время[когда?]
- Михаил Горячев — ударные. 2010—2015
- Алексей Устинов — ударные. 2015-настоящее время[когда?]
- Дмитрий Рудяк — звукорежиссёр группы. 1987—1988
- Михаил Синёв — звукорежиссёр группы. 1987
- Виталий Устенко — звукорежиссёр группы. 1989—1992
- Борис Горбунов — директор группы. 1987—1989
- Михаил Назаров — директор группы. 1990—1991
- Алексей Файков — директор группы. 1993—1994

## Дискография
Магнитоальбомы
- 1989. «Шышел-Мышел»
- 1989. «Здесь и сейчас»
- 1990. «За радость надо платить»
- 1993. «Война»

CD-издания
- 1997. «Алиби» (сборник лучших песен)
- 2005. «V» (акустика)
- 2009. «Есть ли жизнь на Марсе?»
- 2013. «На виду у неба» (двойной)
- 2018. «Жизнь как подарок».
- 2019. Двойной концертный альбом.